# Jerzy Kolasiński

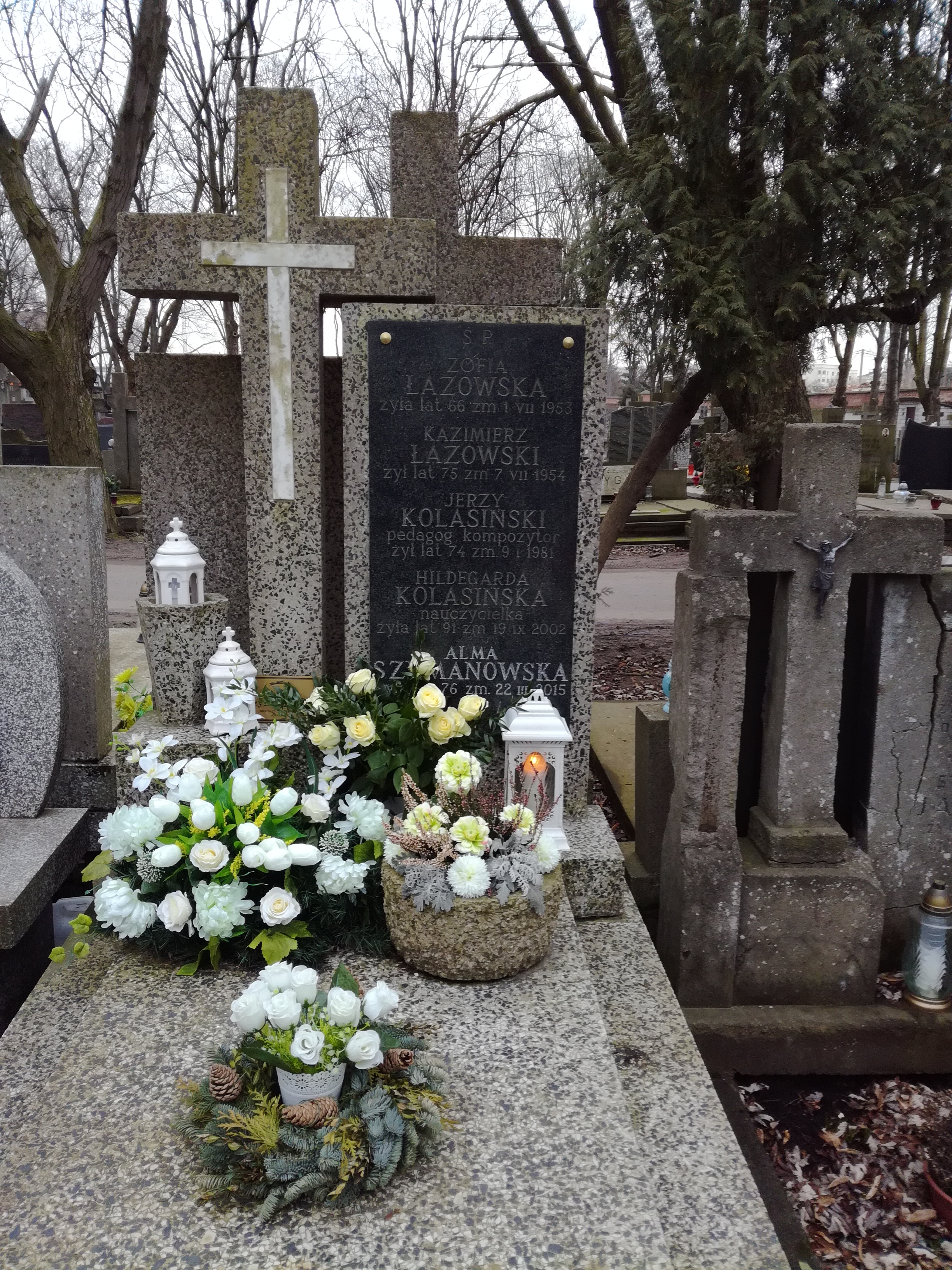
Grób Jerzego Kolasińskiego na cmentarzu Bródnowskim

Jerzy Kolasiński (ur. 20 lutego 1906 w Pilicy, zm. 9 stycznia 1981 w Warszawie) – polski kompozytor, pedagog, organizator życia muzycznego.

## Życiorys
W latach 1926–1930 studiował w Konserwatorium Warszawskie na Wydziale Nauczycielskim pod kierunkiem Piotra Rytla i Stanisława Kazury. Równolegle do studiów muzycznych był studentem polonistyki na Uniwersytecie Warszawskim. Po zakończeniu nauki zamieszkał w Wolnym Mieście Gdańsku, do 1939 wykładał przedmioty teoretyczne w konserwatorium. Po II wojnie światowej w latach 1947-49 uczył w Państwowej Średniej Szkole Muzycznej w Lublinie, w latach 1951-1953 w Państwowej Szkole Muzycznej im. Stanisława Moniuszki w Warszawie. 
W latach 1949–1951 był naczelnikiem wydziału szkolnictwa muzycznego przy Ministerstwie Kultury i Sztuki. Równolegle z pracą pedagogiczną zajmował się publicystyką muzyczną i organizacją instytucji muzycznych.
Pochowany na cmentarzu Bródnowskim w Warszawie (kwatera 2F-2-12).

## Twórczość
Jego twórczość kompozytorska posiada przede wszystkim znaczenie pedagogiczne. Obejmuje utwory orkiestrowe, kameralne i fortepianowe, a także pieśni solowe i chóralne. Napisał też podręcznik metodyki nauczania wychowania muzycznego, przeznaczony dla nauczycieli szkół ogólnokształcących (Zespoły instrumentalne, Warszawa 1972). 

## Ważniejsze kompozycje
- Hetman Czarniecki, poemat symfoniczny (1932)
- Diabelski wyrok, suita baletowa (1938)
- Melodia i kaprys na kwintet smyczkowy (1944)
- Etiudy kontrabasowe (1953)
- Mazurska suita weselna na chór, solo i orkiestrę symfoniczną (1954)
- Pieśni młodzieżowe i żołnierskie (1950–1955)
- Kompozycje na akordeon z 1960: Adagio, Fughetta, Mikroby, Nad stawem, Piosenka rekruta, Preludium